# تناوب کشت
تناوب کشت یا تناوب کاشت یا تناوب زراعی (به انگلیسی: Crop rotation) به کشت محصولات مختلف به‌طور متوالی و با یک ترتیب مشخص در یک قطعه زمین خاص در طول زمان اشاره دارد و برخلاف کشت متوالی محصولات مختلف یا توالی تصادفی محصولات است.
از سال‌های دور که کودهای شیمیایی و مصنوعی برای تأمین مواد غذایی در خاک وجود نداشت یا سموم شیمیایی برای کنترل آفات، بیماری‌ها و علف‌های هرز به وجود نیامده بودند، استفاده از تناوب کاشت در زمین‌های کشاورزی بسیار کارآمد و معمول بود.
تناوب کاشت سیستمی برای طراحی یک برنامه چرخشی بین محصولات مختلف در یک قطعه زمین، با هدف کاهش اتکا به کودهای شیمیایی، سموم دفع آفات و علف کش‌ها است. این روش پرورش محصولات کشاورزی در بین کشاورزان موفق در طی چندین نسل معمول بوده‌است و امروزه برای کشاورزانی که می‌خواهند علاوه بر تأمین مواد غذایی مورد نیاز خود از سلامت و کیفیت این محصولات نیز اطمینان حاصل کنند، از اهمیت فوق‌العاده ای برخوردار است.

## هدف اصلی از تناوب کشت
درواقع هدف اصلی این است که شما به جای اینکه یک محصول زراعی را در سال‌های متوالی در یک قطعه زمین کشت کنید و هر سال پس از برداشت محصول با استفاده از کودها، سموم دفع آفات و علف کش‌ها، اقدام به ترمیم خاک نمایید، با طراحی یک تناوب صحیح بتوانید سلامت و حاصلخیزی خاک را در طول دوره تناوب حفظ کنید.

## مزایای اصلی تناوب کشت
- بهبود حاصلخیزی و ساختار خاک
- کنترل بیماری‌ها
- کنترل آفات
- کنترل علف‌های هرز
- افزایش مواد آلی خاک
- کنترل فرسایش
- بهبود تنوع زیستی
- افزایش عملکرد محصول
- کاهش ریسک اقتصادی

تناوب کشت یک روش جامع و کارآمد برای مدیریت مزارع کشاورزی است و کشاورزان با انتخاب یک تناوب صحیح و رعایت آن در طول سال‌های متوالی علاوه بر دستیابی به سود مناسب و پایدار می‌توانند کیفیت خاک را نیز به مرور افزایش دهند و این روش می‌تواند تضمین کننده تولید مناسب در سال‌های بعد برای کشاورزان باشد، در این روش همچنین نیروی کار و تجهیزات با کارایی بیشتری قابل کنترل و استفاده هستند، خطرات آب و هوا و ریسک بازار نیز در این روش کاهش می‌یابد.